# Gedesby Sogn
Gedesby Sogn 
ist eine Kirchspielsgemeinde (dän.: Sogn)
auf der Insel Falster im südlichen Dänemark.
Bis 1970 gehörte sie zur Harde Falsters Sønder Herred im damaligen Maribo Amt, danach zur Sydfalster Kommune im Storstrøms Amt, die im Zuge der  Kommunalreform zum 1. Januar 2007 in der Guldborgsund Kommune in der Region Sjælland aufgegangen ist. Am 1. Oktober 2010 wurde der ehemalige Kirchenbezirk Gedser Kirkedistrikt im  mit der Abschaffung der dänischen Kirchenbezirke ein selbständiges Sogn Gedser Sogn.
Im Kirchspiel leben 262 Einwohner (Stand: 1. Januar 2023).
Im Kirchspiel liegt die Kirche „Gedesby Kirke“.
Nachbargemeinden sind im Norden Skelby Sogn und Væggerløse Sogn  und im Südwesten Gedser Sogn.